# エリック・ミヤシロ
エリック・ミヤシロ（エリック宮城とも、英語: Eric Miyashiro、1963年7月13日 - ）は、アメリカ合衆国のハワイ州生まれのトランペット（フリューゲルホルン）奏者。日系三世。ハイノート・ヒッター（非常に高い音域を正確に演奏すること）としても知られている。
昭和音楽大学ポピュラー音楽コーストランペット講師であり国立音楽大学・洗足学園音楽大学・大阪芸術大学においていずれも客員教授。

## 来歴
ハワイ州ホノルルにて生まれる。日本語は英語の次の母国語として流暢に使いこなす。オーケストラやコンチェルトで活動、高校3年生の時に、全米高校オールスターバンドのハワイ代表としてカーネギーホールにてメイナード・ファーガソンと共演をする。高校卒業後バークリー音楽大学に奨学金 (Maynard Ferguson Scholarship) で招かれ入学、在学中からボストン市内のスタジオ仕事等を教員らと活動するなど、スタジオ・ミュージシャンとして活動を始める。

### 日本での活動
1989年に来日しサウンドトラックやポップ・ミュージックの録音などスタジオ・ミュージシャンとしての活動を展開する一方で1995年には日本の一流演奏家を集め自らのビッグバンド「EMバンド」を結成。日本中で演奏会を開催し、2000年には1stアルバム「Kick Up」をリリースした。2013年には「Blue Note Tokyo All Star Jazz Orchestra」のリーダー兼音楽監督として活動を始めるなど精力的活動を行い現在に至る。
また、ヤマハでは彼をモデルにしたトランペット「YTR-8340EM」が販売されており、エリック本人曰く「市場には絶対にない方向性を持った楽器に仕上がった」と大変な自信を持っている。

## EMバンド
EMバンド（またはEMビッグバンド）は、エリック・ミヤシロをリーダーとするビッグバンド。1995年結成。メンバー全員が自身をリーダーとするバンドを持つなど、実力者が集まったビッグバンドとなっている。

### メンバー
- トランペット：エリック宮城、西村浩二、木幡光邦、佐々木史郎、清水康弘、小林正弘、佐久間勲、鈴木正則、田中哲也、向出聡
- アルト・サクソフォーン：鈴木明男、近藤和彦
- テナー・サクソフォーン：佐藤達哉、黒葛野敦司[3]
- バリトン・サクソフォーン：宮本大路
- テナー・トロンボーン：中川英二郎、フレッド･シモンズ、清岡太郎、松本治、佐野聡
- バストロンボーン：山城純子
- ピアノ：林正樹、新澤健一郎
- エレクトリックベース：村上聖、クリス・シルバースタイン
- ドラム：岩瀬立飛

## ディスコグラフィ
- KICK UP（2000年）
- CITY OF BRASS（2003年）
- TIMES SQUARE（2006年）
- PLEIADES（2008年）
- Skydance（2010年）

## アルバム参加作品
- Buddy Rich：Mr. Drums: Buddy Rich & His Band Live on King Street, San Francisco（1985年）
- 『ニュー・サウンズ・イン・ブラス』（New Sounds in Brass）（1991年〜）
- 内山有希夫：『ミュージックマジックオーケストラ』（1991年）
- 東京パノラママンボボーイズ
  - 『マンボ天国』（1992年）
  - 『マンボスパイ2』（1992年）
- 堀井勝美プロジェクト：『Views Collection』（1992年）
- 松岡直也：『Dance Upon a Time』（1992年）
- 三原善隆
  - 『NIGHT RIDER』（1993年）
  - 『Winning Cup』（1994年）
  - 『Progress』（2000年）
- 浜本沙良：『MORNING MOON』（1994年）
- 『警部補 古畑任三郎・テレビサウンドトラック』（音楽・本間勇輔、1994年） ※「ERIC MIYAGI GROUP」の誤表記あり
- 三宅純：『JUN MIYAKE CM TRACKS VOL.1&VOL.2』（1996年）
- 松沢由美『YOU GET TO BURNING』（1996年）
- SNK：『ART OF FIGHTING 龍虎の拳 外伝 アレンジサウンドトラックス』（1996年）
- 大野克夫バンド：『名探偵コナン 時計じかけの摩天楼 オリジナルサウンドトラック』（1997年）
- 奥菜恵：「淑女の夢は万華鏡」（1997年）
- 松本梨香：「めざせポケモンマスター'98」（1998年）
- 本田雅人：『B.B.STATION Live at ROPPONGI PIT INN』（2000年、収録は1997年12月）
- 伊東たけし：『Turn Over』（2000年）
- 高取ヒデアキ：「戦え!ガチャフォース」（2003年）
- 五條真由美
  - 「キュア・アクション」
  - 「プリティー・エクササイズ」
  - 「DANZEN!ふたりはプリキュア(Ver.Max Heart)」（2005年）
- 高橋洋子：「残酷な天使のテーゼ（10TH ANNIVERSARY VERSION）」（2005年）
- 『コードギアス 反逆のルルーシュ オリジナルサウンドトラック』（2006年）
- さよなら絶望先生「強引 ni マイ Yeah～」（2007年）
- 林原めぐみ：『A Happy Life (林原めぐみの曲)』『Lucky & Happy』（2007年）
- 工藤真由：『プリキュア5、フル・スロットル GO GO!』
- 石原慎一：『バンブーブレード /超剣戦隊ブレードブレイバー』（2008年）
- MALTA：MALTA BRASS with Siena（2008年）
- 村田陽一：『ソリッドブラス1&2』（2009年）
- 『ヱヴァンゲリヲン新劇場版:破 オリジナルサウンドトラック』（2009年）
- 影山ヒロノブ：煩悩変形! キパイダー（2009年）
- 矢島美容室：『はまぐりボンバー』（2009年）
- 『侍BRASS』
- ブラタモリ：オープニングソング『Kick Up』
- Linked Horizon：『ルクセンダルク大紀行』（2012年） ※通常盤のみ参加
- 『ブレイブリーデフォルト フライングフェアリー オリジナル・サウンド トラック』（音楽・Revo、2012年）
- 『BLOODY STREAM / Coda』（2013年）
- 『マギ オリジナルサウンドトラック第2弾』（2014年）
- 『映画 プリキュアオールスターズNewStage3 永遠のともだち』（2014年）
- 『マリオカート8 オリジナル サウンドトラック』（2015年）
- 西城秀樹『心響 -KODOU-』ヤングマン（2015年）
- 『NHK連続テレビ小説 べっぴんさん オリジナル・サウンドトラック Vol.2』（2017年）
- 『Shiro SAGISU Music from "SHIN EVANGELION"』（2021年）

## 著作
- 『エリック・ミヤシロがガイドする管楽器奏者のための楽器スーパー上達術』エリック・ミヤシロ: 解説、佐伯茂樹: 編集（音楽之友社 2017.5）